# Municipio de Tulum
El municipio de Tulum es uno de los 11 municipios del estado mexicano de Quintana Roo. Se localiza en la zona centro-norte del estado, en la llamada Riviera Maya, su cabecera es la ciudad de Tulum y su territorio fue segregado del Municipio de Solidaridad   (Ahora Playa del Carmen).

## Geografía
Tulum se localiza en México, la zona centro-norte del territorio de Quintana Roo, sus límites son al norte con el municipio de Solidaridad y al sur con el municipio de Felipe Carrillo Puerto, al extremo oeste limita con el estado de Yucatán, en particular con el municipio de Valladolid. Su extensión territorial es de aproximadamente 2.090,43 km².

### Orografía e hidrografía
El territorio del municipio de Tulum guarda la misma composición que gran parte de la Península de Yucatán, por lo que constituye una gran planicie sin apenas elevaciones, que desciende en sentido oeste-este hacia el mar, no llegando a superar en ningún punto los 25 m s. n. m.
De la misma manera no existen corrientes de agua superficiales, debido a que la composición del suelo es de roca calcárea sumamente permeable, lo que causa que las aguas que caen por lluvia no puedan ser retenidas en la superficie, en cambio, esto favorece la formación de ríos subterráneos que han hecho famosa a la región, así mismo los cenotes formados al colapsar los techos de los ríos subterráneos; en la zona sur del municipio existen numerosas lagunas litorales ubicadas entre la ciudad de Tulum y Punta Allen separadas del Mar Caribe por una delgada franja de tierra, estas son la Laguna Campechen, la Laguna Boca Paila, la Laguna San Miguel, la Laguna Xamach y la Laguna Catoche; así mismo en la zona oeste del municipio se encuentran la Laguna Kaan Luun, la Laguna Cobá, la Laguna Verde y la Laguna Nochacam en las inmediaciones de la zona arqueológica de Cobá. Hidrológicamente casi todo el territorio pertenece a la Región Hidrológica Yucatán Norte (Yucatán) y a la Cuenca Quintana Roo de la misma, sólo dos pequeñas porciones del extremo sur del municipio limítrofes con el de Carrillo Puerto se encuentran en la Región Hidrológica Yucatán Este (Quintana Roo) y en las cuencas Cuencas Cerradas y Bahía de Chetumal y otras.

### Clima y ecosistemas
Como en todo el territorio continental del estado de Quintana Roo, el clima que se registra en el municipio de Tulum se encuentra clasificado como Cálido subhúmedo con lluvias en verano, caracterizándose por sus elevadas temperaturas y humedad durante gran parte del año, la temperatura media anual que se registra en la zona interior del municipio es inferior a los 26 °C, mientras que en la zona costera supera esta cifra; la precipitación promedio anual en casi todo el territorio es superior a los 1.500 mm, la más elevada de Quintana Roo, sólo en una zona del extremo oeste del municipio se registra en el rango de 1.300 a 1.500 mm.

## Demografía y actividad económica

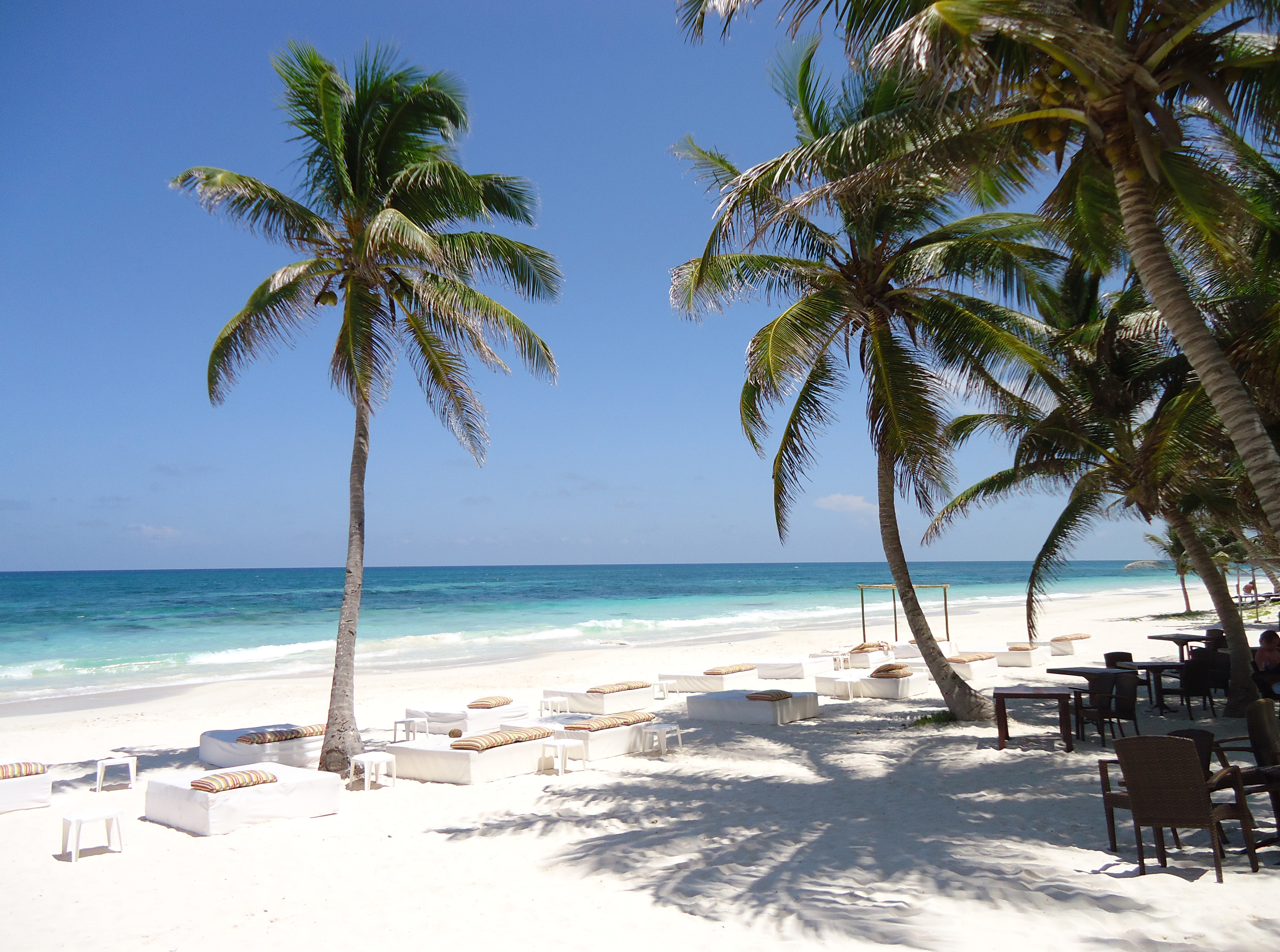
Playa en la zona hotelera de Tulum

El municipio de Tulum tiene una población de 46,721 habitantes de acuerdo al Censo de Población y Vivienda de 2020 realizado por el Instituto Nacional de Estadística y Geografía. Es junto con Benito Juárez y Solidaridad, de los municipios de mayor crecimiento demográfico en el país, el principal motivo es la inmigración de población atraída por la oferta de empleo y desarrollo económico propiciado por el turismo que es la actividad económica básica.
En relación con esto, Tulum, ofrece al turismo nacional e internacional y como actividad principal, hostelería ecológica, que guarda intacta, las tradiciones del pasado maya en su arquitectura y que se fusionan con la modernidad del presente en cuanto a servicios. Además, posee las mejores playas del estado y a nivel internacional, con sus blancas arenas y paradisíacas lugares del Caribe Mexicano. Tanto en la zona hotelera de playas así como en el centro de la ciudad, el turista puede disfrutar de excelentes restaurantes que ofrecen comida regional e internacional de excelente calidad. En el municipio, la hospitalidad hacia el turismo es la vocación de toda su gente. La ciudad de Tulum, es hoy la ciudad a nivel nacional de mayor crecimiento poblacional y en referencia a esto, su cabecera municipal, la ciudad de Tulum pasó de 6.733 habitantes en 2000 a 14.790 en 2005. El crecimiento poblacional fue la principal razón de la creación del municipio separándolo de Solidaridad en 2008.

### Localidades

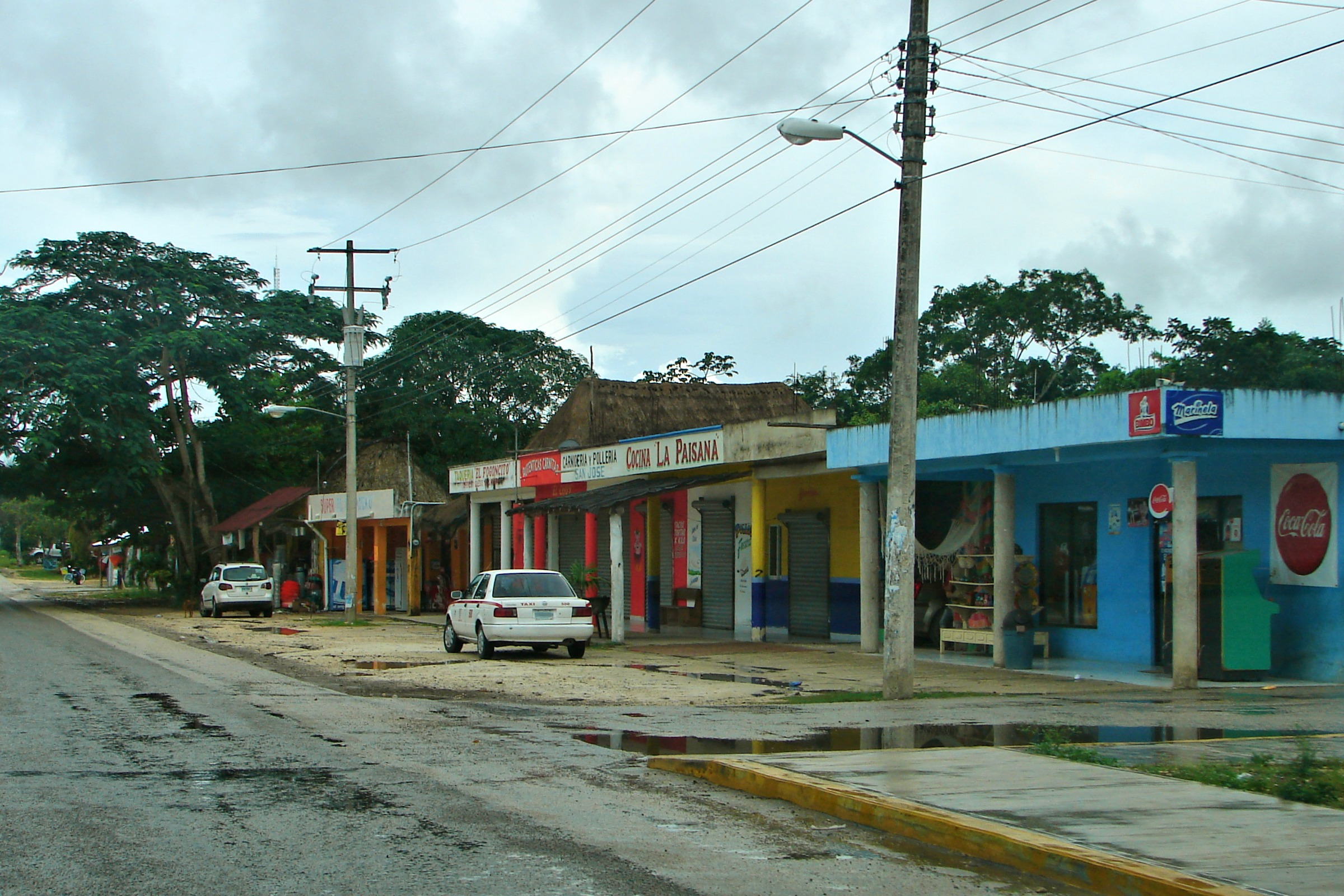
Francisco Uh May

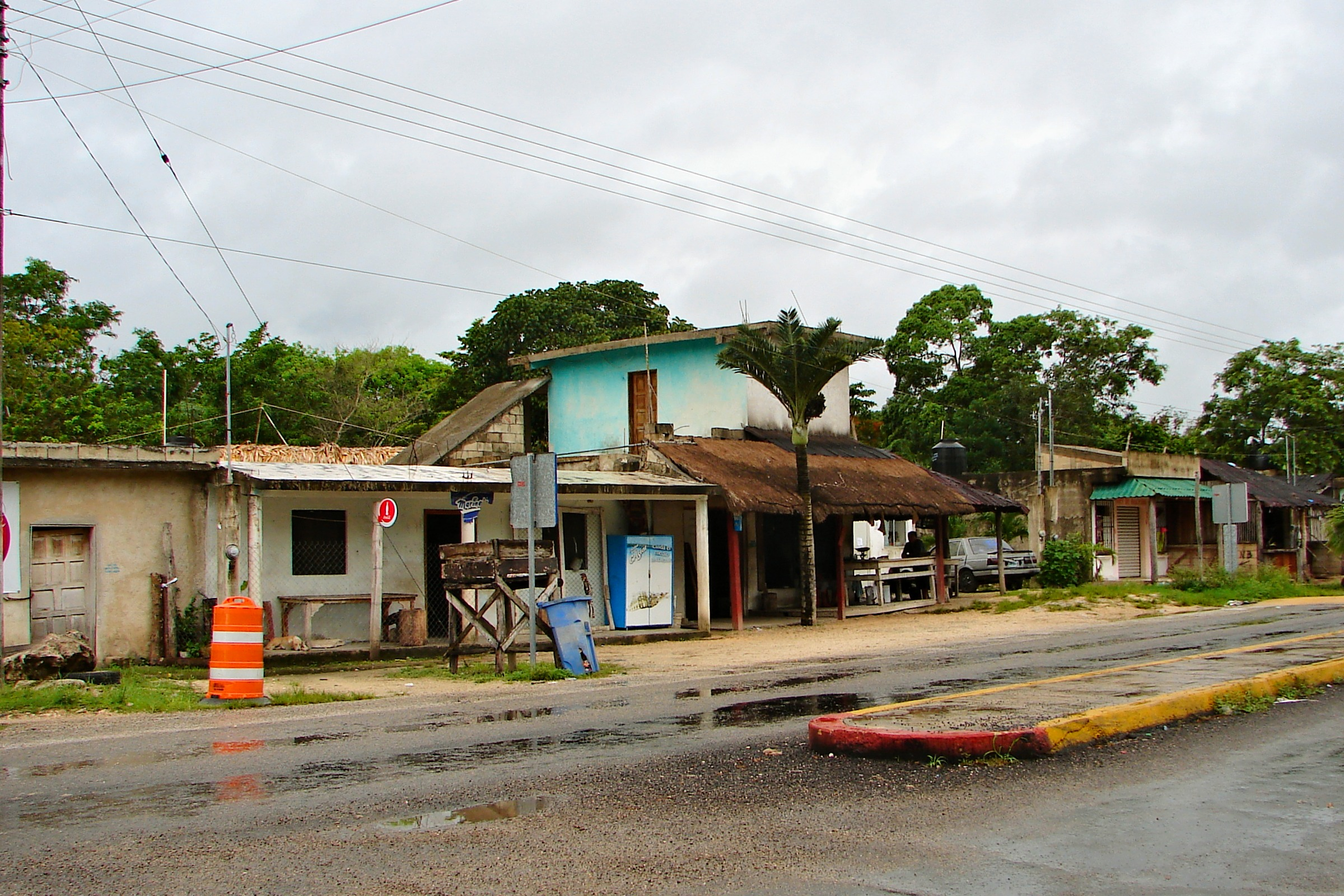
Macario Gómez

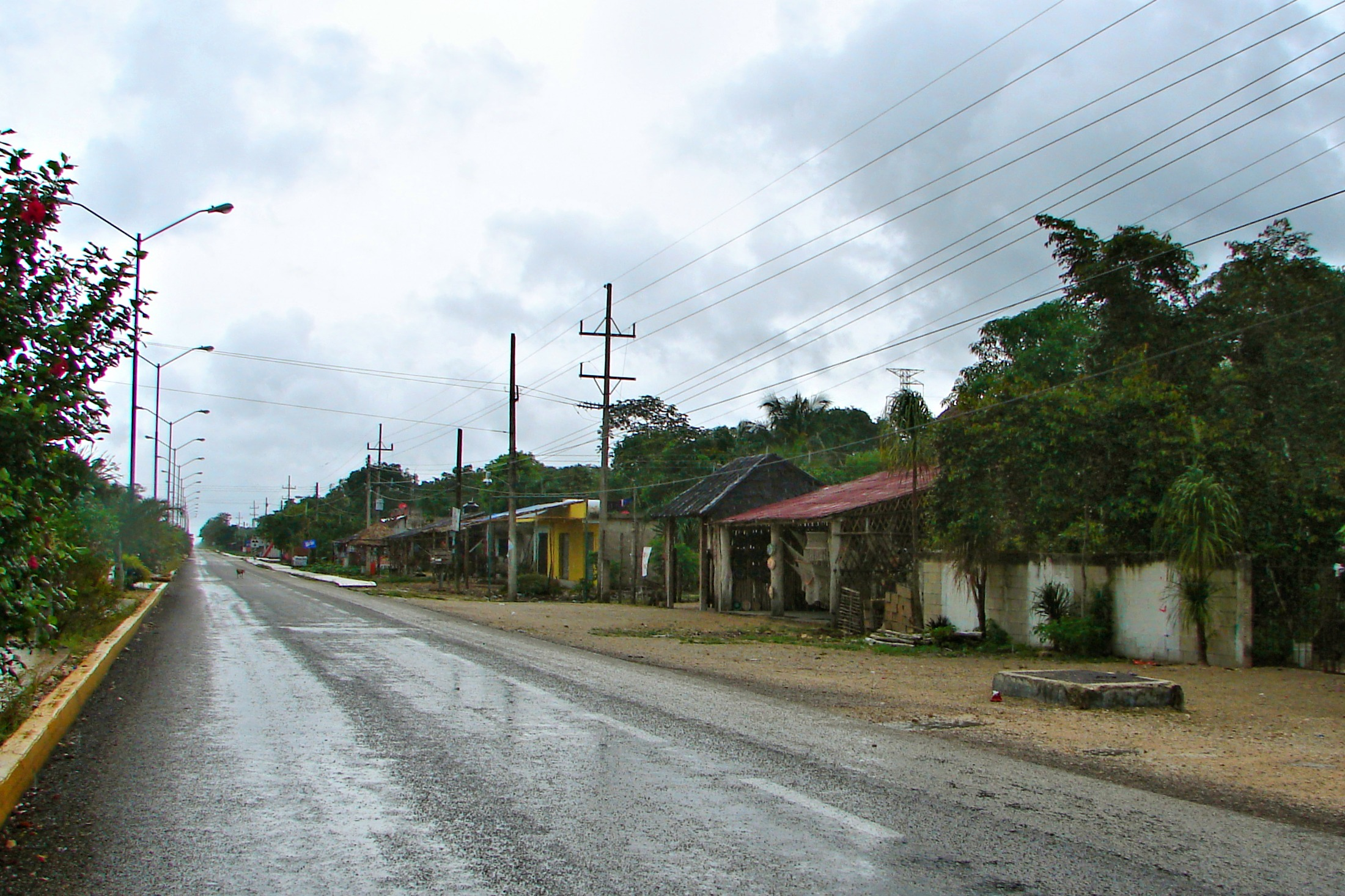
Manuel Antonio Ay

En el territorio del municipio quedarían otras localidades, la población de las principales en 2020 es la siguiente:
| Localidad                       | Población |
| Total Municipio                 | 46,721    |
| Tulum                           | 33 374    |
| Akumal                          | 2 154     |
| Cobá                            | 1 738     |
| Francisco Uh May                | 1 288     |
| Chanchen Primero                | 1 078     |
| Macario Gómez                   | 884       |
| San Juan                        | 770       |
| Manuel Antonio Ay               | 621       |
| Ciudad Chemuyil                 | 548       |
| Javier Rojo Gómez (Punta Allen) | 393       |
| Hondzonot                       | 391       |

## Comunicaciones

### Carreteras
El territorio del municipio de Tulum se encuentra atravesado por las siguientes carreteras
- Carretera Federal 307.

La Carretera Federal 307 es la principal vía de comunicación del municipio, corre paralela a la costa en sentido norte-sur, a lo largo de su recorrido se encuentran las principales poblaciones del municipio como la cabecera, Tulum, Akumal, Ciudad Chemuyil, así como los grandes hoteles y complejos turísticos del municipio y que forman parte de la Riviera Maya.
La carretera, es actualmente una moderna autopista de cuatro carriles,y por ser federal no es de cuota, de tal manera favorece no solo a la población del municipio sino también al turista tanto en el no pago en concepto de peaje así como en la seguridad que en todos los aspectos brinda, circular por la misma.
Además de la carretera 307 existen en el municipio otras carreteras de carácter estatal que comunican las localidades del interior del territorio, la principal de ellas es la que partiendo de la ciudad Tulum en sentido sureste-noroeste comunica el intcularerior del municipio, principalmente las localidades de Macario Gómez, Francisco Uh May y Cobá, esta última la segunda zona arqueológica en importancia del estado, desde Cobá la carrerera continúa hacia el estado de Yucatán culminando en la población de Chemax. Otra carretera que corre en forma perpendicular a esta, comunica a Cobá hacia el norte con poblaciones como Tres Reyes y termina en Nuevo X-Can en el municipio de Lázaro Cárdenas; y hacia el sur con Chanchén, Chanchén Palmar y San Silverio, así como nuevamente con el estado de Yucatán.
Finalmente existe un importante camino no pavimentado que comunica el extremo sur de la Riviera Maya, partiendo de la ciudad de Tulum hacia el sur, une a las comunidades de Boca Paila y Punta Allen, donde culmina, este camino transita por una estrecha faja de tierra situada entre el Mar Caribe y lagunas litorales.

### Aeródromos
El principal aeródromo ubicado en el municipio esta en la ciudad de Tulum, es utilizado principalmente por avionetas pequeñas que hacen recorridos de tipo turístico así como para la comunicación con otras aeropistas situadas en otras comunidades del municipio, como son Cobá y Akumal.

## Política

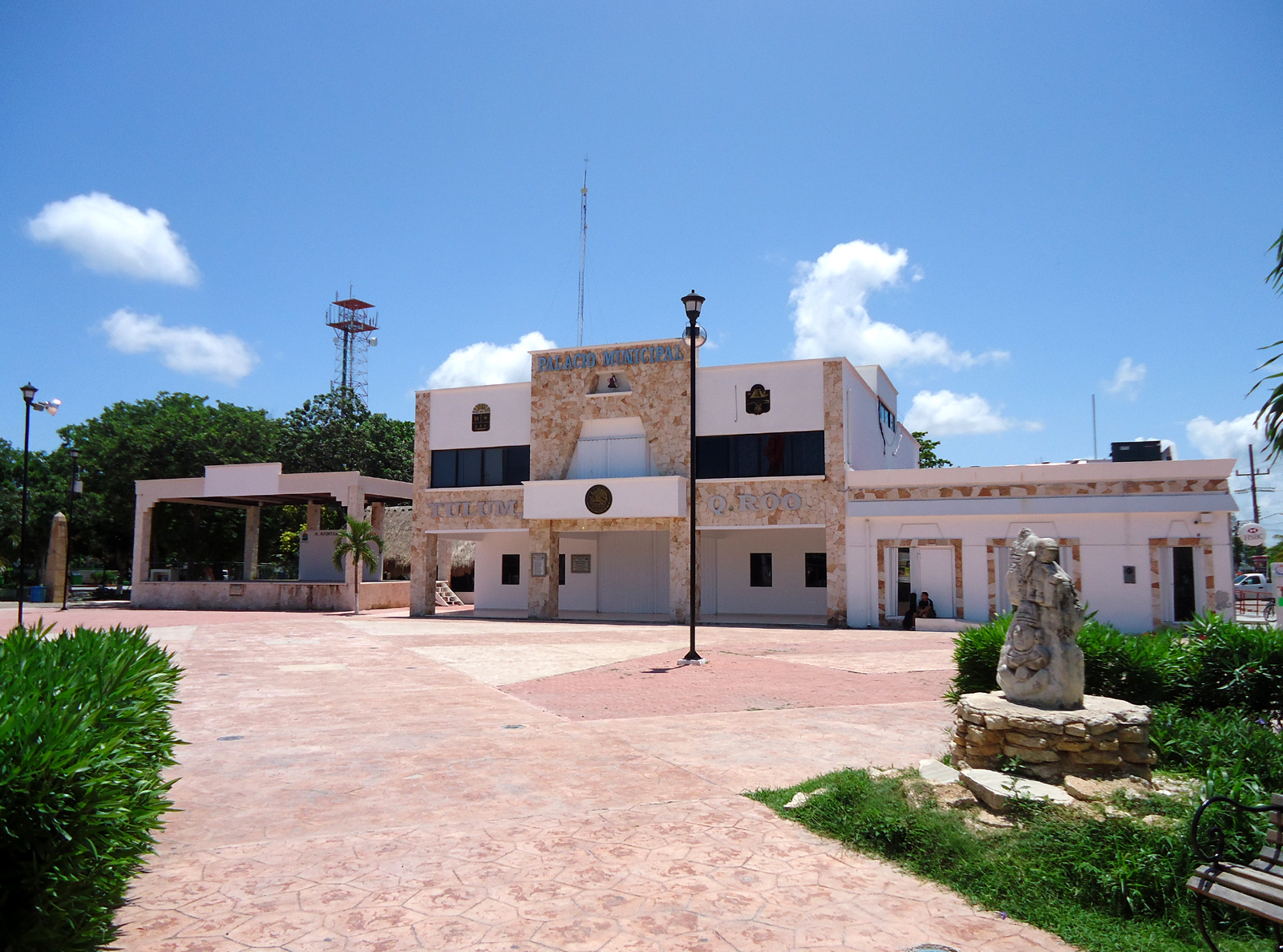
Ayuntamiento de Tulum

El gobierno del municipio le corresponde al Ayuntamiento que es electo para un periodo de tres años no reelegible para el periodo inmediato, tomando posesión el día 10 de abril del año de la elección y está conformado por un presidente municipal, un síndico y un cabildo formado por seis regidores electos por mayoría relativa y tres por el principio de representación proporcional. Tras ser formalmente creado por el Congreso de Quintana Roo el 13 de marzo de 2008, la reforma constitucional que lo creaba fue puesta a consideración de los Ayuntamientos del estado, al ser aprobada por la mayoría, el 7 de marzo del mismo año el Congreso emitió el Decreto de Creación, que fue publicado en el Periódico Oficial de Quintana Roo el 19 de mayo de 2008 con lo que comenzó legalmente a existir el municipio y en un plazo de diez días se nombró al Consejo Municipal del municipio.

### Gobierno provisional y primera elección de ayuntamiento
El Municipio de Tulum fue provisionalmente gobernado por un Consejo Municipal mientras se convocaban a elecciones para el primer ayuntamiento que tendrá una duración extraordinaria menor a tres años, iniciando el 10 de abril de 2009 y concluyendo el 9 de abril de 2011. El Consejo municipal provisional fue designado por el Congreso de Quintana Roo el 8 de junio, integrándolo por ocho miembros del PRI, dos el PAN y uno del PRD, el presidente municipal provisional designado fue Víctor Mas Tah.

### Subdivisión administrativa
Para su régimen interior el municipio de Tulum se divide en delegaciones y subdelegaciones, las delegaciones son Akumal, Ciudad Chemuyil, San Silverio. Los delegados y subdelegados son electos mediante el voto libre, directo y secreto (sufragio efectivo) en elecciones celebradas en el año en que se instaló el Ayuntamiento, y son electos para el mismo periodo de tres años que éste, en estas elecciones locales no participan oficialmente los partidos políticos, sino que estos se presentan de manera independiente por medio de planillas.

### Representación legislativa
Para la elección de Diputados locales al Congreso de Quintana Roo, y de Diputados federales a la Cámara de Diputados del Congreso de la Unión, el municipio se encuentra integrado a los sig. distritos electorales de la siguiente manera:
Local:
- Distrito electoral local de 9 de Quintana Roo con cabecera en Tulum.[20]

Federal:
- Distrito electoral federal 1 de Quintana Roo con cabecera en Playa del Carmen.[21]

### Presidentes municipales
| Presidente municipal | Presidente municipal    | Periodo     | Partido | Elección |
| -------------------- | ----------------------- | ----------- | ------- | -------- |
|                      | Víctor Mas Tah          | 2008 – 2009 |         | —        |
|                      | Marciano Dzul Caamal    | 2009 – 2011 |         | 2009     |
|                      | Edith Mendoza Pino      | 2011 – 2012 |         | 2010     |
|                      | Martín Cobos Villalobos | 2012 – 2013 |         | Interino |
|                      | David Balam Chan        | 2013 – 2016 |         | 2013     |
|                      | Romualda Dzul Caamal    | 2016 – 2018 |         | 2016     |
|                      | Víctor Mas Tah          | 2018 – 2021 |         | 2018     |
|                      | Marciano Dzul Caamal    | 2021 – 2023 |         | 2021     |
|                      | Diego Castañón Trejo    | 2023 – 2024 |         | Interino |
|                      | Diego Castañón Trejo    | 2024 - 2027 |         | 2024     |